# Мировой рынок
Мирово́й ры́нок — составная часть всемирного хозяйства, представляющая сферу спроса и предложения, а также коммерческого обмена товаров и услуг; система устойчивых товарно-денежных отношений между государствами, предпринимателями, коммерческими организациями, фирмами разных государств, связанными между собой участием в международном разделении труда.
Ранее в литературе встречалось словосочетание всемирный рынок. В условиях глобализации, расширения и углубления мировых хозяйственных связей товарные рынки утрачивают национальные и территориальные границы, превращаясь в мировые товарные рынки, на которые выступают торговцы всех государств и стран.
Мировой рынок представлен различными видами товарных рынков, рынков услуг, финансовых рынков, рынком ресурсов, в том числе и трудовых. Деятельность мировых рынков товаров и услуг регулируется международными товарными соглашениями. На каждом товарном рынке складываются свои центры торговли — «основные рынки», цены которых признаются базисными в торговле соответствующими товарами.
По способу организации торговли различают особые виды рынков: товарные биржи, аукционы, торги, международные концерты, выставки и ярмарки.

 Колоссальный рост средств сообщения — океанские пароходы, железные дороги, электрические телеграфы, Суэцкий канал — впервые создали действительно мировой рынок. — Ф. Энгельс, 1894 год.

## Мировой финансовый рынок
По оценкам Международного валютного фонда (МВФ), текущая стоимость финансовых продуктов на мировом рынке в три с половиной раза превышает стоимость продукции реальной экономики.

## Формы международных экономических отношений
Международные экономические отношения принимают следующие формы:
- внешняя (международная) торговля
  - международные валютно-кредитные отношения
  - мировая финансовая система
- движение капиталов и инвестиций
- миграция рабочей силы
- межстрановая кооперация производства
- международный обмен в области науки и техники
- участие в работе международных экономических организаций

## Субъекты международных хозяйственных отношений
- хозяйствующие субъекты отдельных государств и стран (предприятия, организации, предприниматели)
- внешнеэкономические организации отдельных государств
- международные экономические организации
- транснациональные и межнациональные компании